# Peter Harald Poelchau
Peter Harald Poelchau (* 15. Januarjul. / 27. Januar 1870greg. in Riga / Livland / Russland; † 13. Januar 1945 in Ostrowo (Wartheland)) war ein evangelischer Theologe deutschbaltischer Herkunft und lutherischer Bischof.

## Familie
Peter Harald Poelchau entstammte einer namhaften Theologenfamilie, der das Baltikum Pastoren in sieben Generationen verdankte. Sein Vater Harald Gottlieb Poelchau, verheiratet mit Mathilde Auguste, geb. Berg, war damals Archidiakonus, später Oberpastor zu St. Petri in Riga. Von den zehn Kindern des Ehepaars sind vier Töchter und ein Sohn in frühem bzw. zartestem Alter verstorben. Seit 1899 war Poelchau verheiratet mit Elsa Louise Bornhaupt (1876–1951); das Ehepaar hatte drei Kinder (Auguste, Elsa und Harald Poelchau); der Sohn ist als Vater von drei Kindern und einer noch ungeborenen Tochter 1944 gefallen.

## Leben
Poelchau hat in der Zeit tiefgreifender Umwälzungen des politischen und kirchlichen Lebens im Baltikum kirchenleitende Aufgaben wahrgenommen. In seine Lebens- und Amtszeit fallen die beiden russischen Revolutionen (1905 und 1917) und die beiden Weltkriege (1914–1918 und 1939–1945).
Nach dem Abitur 1889 studierte Poelchau 1890 bis 1894 an der Kaiserlichen Universität Dorpat Theologie. 1906 wurde er Pastor an der Jesus-Kirche in Riga. Wegen der anhaltenden Spannungen in der national gemischten Gemeinde betrieb er mit Erfolg die Gründung einer selbständigen deutschen Gemeinde; er hat dem später viele weitere Gründungen deutscher Gemeinden folgen lassen. 1907 wurde er Oberpastor an der Petrikirche zu Riga, an der schon Vater und Großvater gewirkt hatten. 1915–1918 war er Mitglied des Livländischen Konsistoriums und 1916 bis 1919 stellvertretender Generalsuperintendent von Livland.
Nach dem Ersten Weltkrieg hatte sich Poelchau in dem neu gegründeten Staat Latvija und einer grundsätzlich veränderten kirchlichen Situation intensiv mit dem Verhältnis zwischen Staat und Kirche sowie dem zwischen den Letten und der deutschen Minorität zu befassen. Ende September 1919 wurde er neben einem lettischen Vorsitzenden des Konsistoriums einer seiner beiden Vizepräsidenten und Leiter des deutschen Synodalrats (1919–1922). Auf einer gemeinsamen deutsch-lettischen „Friedenssynode“ wurde der Präsident des Oberkirchenrats Kārlis Irbe am 23. Februar 1922 zum „lettländischen Bischof“ und auf seinen Vorschlag hin Poelchau zum Bischof der deutschen Gemeinden gewählt. Von 1922 bis zur „Umsiedlung“ im Jahre 1939 war Poelchau Vizepräsident (deutsche Abteilung) des neu gebildeten Oberkirchenrats der Evangelisch-Lutherischen Kirche Lettlands. Es ist von ihm selbst und anderen oft hervorgehoben worden, dass ihm und Irbe trotz der nationalen Erregtheit der Zeit in den Jahren der parallelen Amtsführung ein gedeihliches Zusammenwirken gelang. Auch als 1931 der Dom zu Riga der deutschen Gemeinde durch staatliche Verfügung (Erlass vom 29. September 1931) genommen wurde, kam es nicht zu einem Zerwürfnis zwischen der lettischen und der deutschen Seite. Poelchau lag ausgesprochen daran, dass durch die „Domfrage“ innerhalb der „Gesamtkirche“ kein „Keil zwischen die beiden nach Gottes Rat in unserer Kirche vereinigten Nationalitäten getrieben“ werde. Der lettische Bischof Irbe seinerseits protestierte gegen den staatlichen Eingriff in die Rechte der Kirche und legte sein Amt nieder. Dabei blieb Poelchaus Anliegen der Aufbau eines eigenständigen deutschen Kirchenwesens. Poelchaus Energie galt auch der Schaffung der entsprechenden Bildungsgrundlagen, dem Aufbau eines deutschen Schulwesens (Neueinrichtung von Schulen) und der Gründung einer privaten deutschen Hochschule, des Herder-Instituts in Riga (1921 gegründet, 1927 staatlich anerkannt).
Poelchau arbeitete eng mit dem evangelischen deutschen Diaspora-Werk, dem Gustav-Adolf-Verein in Leipzig, zusammen. Am 19. September 1921 verlieh ihm die Universität Leipzig auf der Hauptversammlung des Gustav-Adolf-Vereins durch den Vorsitzenden des Gustav-Adolf-Vereins Franz Rendtorff die theologische Ehrendoktorwürde. Von 1927 bis 1936 gehörte Poelchau dem Zentralvorstand des Vereins der Gustav-Adolf-Stiftung in Leipzig an; danach gehörte er ihrem Großen Rat an. An den Weltkirchenkonferenzen für Praktisches Christentum in Stockholm (1925) und Oxford (1937) nahm er als Delegierter seiner deutschen Gemeinden in Lettland teil. Das Pfarramt in Riga in seiner Belastung neben dem Bischofsamt musste Poelchau 1927 – seit 14 Monaten wegen einer schweren Thrombose in beiden Beinen ans Krankenlager gebunden – aufgeben. Bischof der deutschen Gemeinden blieb er bis zur Umsiedlung.
Als es in Deutschland zum Kampf der evangelischen Kirche gegen die Eingriffe des NS-Staates ins kirchliche Leben wie gegen die Übernahme des sogenannten Arierparagraphen in dem Raum der Kirche kam, hoffte der 1934 ans Herder-Institut nach Riga berufene Hans Joachim Iwand, dass sich die deutschen Gemeinden Lettlands an die Seite der Bekennenden Kirche stellen würden. Poelchau konnte dieser Hoffnung nicht entsprechen, „weil es nicht Aufgabe seiner Kirche sei, öffentlich in eine Auseinandersetzung einzugreifen, die sich nicht in ihrem eigenen Bereich, sondern anderen Orts vollziehe“. Zugleich berichtet Alexander Burchard, dass Poelchau sich „ganz klar entschieden ablehnend gegen den Nationalsozialismus“ ausgesprochen habe. Angesichts des bevorstehenden Endes der deutschbaltischen Geschichte – nach den deutsch-sowjetischen Vereinbarungen über eine Abgrenzung der Interessensphären vom 23. August und 28. September 1939, dem Ausbruch des Zweiten Weltkrieges, der Besetzung Polens und der Rede Adolf Hitlers vom 6. Oktober 1939 im Reichstag mit der Bekanntgabe der Umsiedlung – wandte sich Poelchau am 11. Oktober 1939 in einem in der Rigaschen Rundschau veröffentlichten „Hirtenbrief“ (so Poelchau in seinen Erinnerungen) an die deutschen Gemeinden in Lettland (ähnlich Propst Waldemar Thomson an seine Gemeinden in Estland) und legte ihnen nahe, die von Hitler verfügte „Rückwanderung“ ins Deutsche Reich (der Deutschbalten in den „Warthegau“) als göttliche Weisung zu verstehen. Aber Poelchau empfand zugleich diesen Abbruch der deutschen Gemeindegeschichte im Baltikum persönlich als Gottes „gewaltiges Nein“ über seiner Lebensarbeit. Nach der Umsiedlung lebte er emeritiert in Posen. Mit beratender Stimme gehörte er noch dem Posener Konsistorium an, auch trat er noch als Prediger in Erscheinung. Für die mit ihm in den Warthegau versetzten Pastoren blieb er von großer Bedeutung. Auf sein Wirken in Lettland zurückblickend ehrten sie ihn dankbar mit einer Sammlung von handschriftlichen Aufsätzen, vermutlich war der 70. Geburtstag der Anlass. Nach einer schweren Operation (Beinamputation) ist Poelchau nach langer Leidenszeit einige Tage vor der allgemeinen Flucht der Deutschen in den Westen in Ostrowo gestorben. In den Kriegswirren konnte „keiner seiner Pastoren […] ihm das letzte Geleit geben.“.
Quelle Peter Harald Poelchau:

## Veröffentlichungen (Auswahl)
- Die Sünde wider den Heiligen Geist. Eine biblisch-theologische Studie, in: Mittheilungen und Nachrichten für die evangelische Kirche Rußlands 1896, S. 145–165.
- Zwei Jahrhunderte Rigascher Kirchengeschichte 1710–1910, Riga 1910.
- Rigas evangelische Kirche im 19. Jahrhundert. Drei Vorträge, Riga 1910.
- Die evangelisch-lutherische Kirche Lettlands, in: Neue Kirchliche Zeitschrift (NKZ) 40 (1929), S. 677–713.
- Die St. Petri-Kirche in Riga. Ein Wahrzeichen baltischer Geschichte und ein Symbol baltischer Sendung, in: Evangelische Diaspora und Gustav Adolf-Verein (Franz Rendtorff-Festschrift), hg. von Bruno Geißler, Leipzig 1930, 268–285.
- Lettland, Gustav Adolf und die Gustav Adolf Arbeit, in: Die ev. Diaspora. Zeitschrift des Gustav Adolf-Vereins 14 (1933), S. 338–371.
- Das deutsch-evangelische Pfarrhaus. Vortrag gehalten am 13. August 1935 in der Luther-Akademie, Gütersloh 1935.
- Aus meinem Leben, in: Die ev. Diaspora. Zeitschrift des Gustav Adolf-Vereins 22 (1940), S. 138–162.